# Черемхово (Каменський міський округ)
Черемхо́во (рос. Черемхово) — село у складі Каменського міського округу Свердловської області.
Населення — 582 особи (2010, 578 у 2002).
Національний склад станом на 2002 рік: росіяни — 82 %.